# Gymnastik vid olympiska sommarspelen 2000
Gymnastiken vid de olympiska sommarspelen 2000 i Sydney bestod av 18 grenar fördelade på tre olika discipliner, artistisk gymnastik, rytmisk gymnastik och trampolin. Tävlingarna i artistisk gymnastik och trampolin avgjordes i Sydney SuperDome och tävlingarna i rytmisk gymnastik avgjordes i The Dome and Exhibition Complex.

## Medaljörer

### Artistisk gymnastik

#### Herrar
| Event                   | Guld                                                                   | Silver | Brons |
| Mångkamp, lag detaljer  | Kina Huang Xu Li Xiaopeng Xiao Junfeng Xing Aowei Yang Wei Zheng Lihui | Ukraina Oleksandr Beresj Valeri Gontjarov Ruslan Mezentsev Valeri Peresjkura Oleksandr Svetlitjnj Roman Zozulja | Ryssland Maksim Aljosjin Aleksej Bondarenko Dmitrij Drevin Nikolaj Krjukov Aleksej Nemov Jevgenij Podgornyj |
| Mångkamp, ind. detaljer | Aleksej Nemov Ryssland                                                 | Yang Wei Kina                                                                                                   | Oleksandr Beresj Ukraina                                                                                    |
| Fristående detaljer     | Igors Vihrovs Lettland                                                 | Aleksej Nemov Ryssland                                                                                          | Jordan Jovtjev Bulgarien                                                                                    |
| Bygelhäst detaljer      | Marius Urzică Rumänien                                                 | Éric Poujade Frankrike                                                                                          | Aleksej Nemov Ryssland                                                                                      |
| Ringar detaljer         | Szilveszter Csollány Ungern                                            | Dimosthenis Tampakos Grekland                                                                                   | Jordan Jovtjev Bulgarien                                                                                    |
| Hopp detaljer           | Gervasio Deferr Spanien                                                | Aleksej Bondarenko Ryssland                                                                                     | Leszek Blanik Polen                                                                                         |
| Barr detaljer           | Li Xiaopeng Kina                                                       | Lee Joo-Hyung Sydkorea                                                                                          | Aleksej Nemov Ryssland                                                                                      |
| Räck detaljer           | Aleksej Nemov Ryssland                                                 | Benjamin Varonian Frankrike                                                                                     | Lee Joo-Hyung Sydkorea                                                                                      |

#### Damer
| Event                   | Guld                                                                                                | Silver | Brons                                                                                   |
| Mångkamp, lag detaljer  | Rumänien Simona Amânar Loredana Boboc Andreea Isărescu Maria Olaru Claudia Presacan Andreea Răducan | Ryssland Anna Tjepeleva Svetlana Chorkina Anastasija Kolesnikova Jekaterina Lobaznjuk Elena Produnova Elena Zamolodtjikova | USA Amy Chow Jamie Dantzscher Dominique Dawes Kristen Maloney Elise Ray Tasha Schwikert |
| Mångkamp, ind. detaljer | Simona Amânar Rumänien                                                                              | Maria Olaru Rumänien | Liu Xuan Kina                                                                           |
| Hopp detaljer           | Elena Zamolodtjikova Ryssland                                                                       | Andreea Răducan Rumänien                                                                                                   | Jekaterina Lobaznjuk Ryssland                                                           |
| Barr detaljer           | Svetlana Chorkina Ryssland                                                                          | Ling Jie Kina | Yang Yun Kina                                                                           |
| Bom detaljer            | Liu Xuan Kina                                                                                       | Jekaterina Lobaznjuk Ryssland                                                                                              | Elena Produnova Ryssland                                                                |
| Fristående detaljer     | Elena Zamolodtjikova Ryssland                                                                       | Svetlana Chorkina Ryssland                                                                                                 | Simona Amânar Rumänien                                                                  |

### Rytmisk gymnastik
| Event                 | Guld                                                                                                  | Silver                                                                                        | Brons |
| Trupp detaljer        | Ryssland Irina Belova Jelena Tjalamova Natalia Lavrova Marija Netesova Vyera Sjimanskaja Irina Zilber | Belarus Tatjana Ananko Tatjana Belan Anna Glazkova Irina Iljenkova Maria Lazuk Olga Puzjevitj | Grekland Eirini Aindili Evangelia Christodoulou Maria Georgatou Zacharoula Karyami Charikleia Pantazi Anna Pollatou |
| Individuellt detaljer | Julia Barsukova Ryssland                                                                              | Julia Raskina Belarus                                                                         | Alina Kabajeva Ryssland                                                                                             |

### Trampolin
| Event           | Guld                          | Silver                   | Brons                  |
| Herrar detaljer | Alexander Moskalenko Ryssland | Ji Wallace Australien    | Mathieu Turgeon Kanada |
| Damer detaljer  | Irina Karavaeva Ryssland      | Oxana Tsjhuljeva Ukraina | Karen Cockburn Kanada  |

## Medaljtabell
| Pl.    | Nation     | Guld | Silver | Brons | Totalt |
| ------ | ---------- | ---- | ------ | ----- | ------ |
| 1      | Ryssland   | 9    | 5      | 6     | 20     |
| 2      | Kina       | 3    | 2      | 2     | 7      |
| 3      | Rumänien   | 3    | 2      | 1     | 6      |
| 4      | Spanien    | 1    | 0      | 0     | 1      |
| 4      | Ungern     | 1    | 0      | 0     | 1      |
| 4      | Lettland   | 1    | 0      | 0     | 1      |
| 7      | Ukraina    | 0    | 2      | 1     | 3      |
| 8      | Belarus    | 0    | 2      | 0     | 2      |
| 8      | Frankrike  | 0    | 2      | 0     | 2      |
| 10     | Grekland   | 0    | 1      | 1     | 2      |
| 10     | Sydkorea   | 0    | 1      | 1     | 2      |
| 12     | Australien | 0    | 1      | 0     | 1      |
| 13     | Bulgarien  | 0    | 0      | 2     | 2      |
| 13     | Kanada     | 0    | 0      | 2     | 2      |
| 15     | Polen      | 0    | 0      | 1     | 1      |
| 15     | USA        | 0    | 0      | 1     | 1      |
| Totalt | Totalt     | 18   | 18     | 18    | 54     |